# Организация сообществ

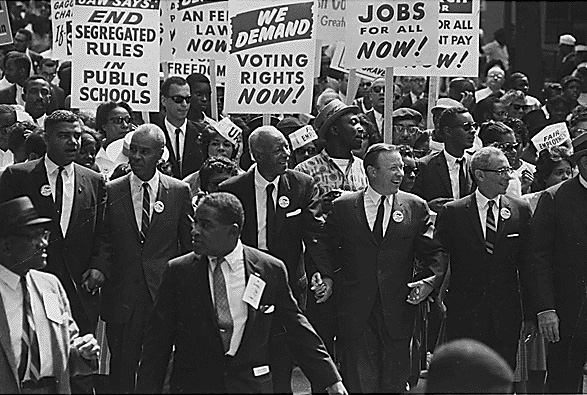
«Марш на Вашингтон за рабочие места и свободу» (англ. March on Washington for Jobs and Freedom) — мирная акция протеста, состоявшаяся в Вашингтоне 28 августа 1963 года.

Организация сообществ (англ. community-organizing) — метод организации сообществ.
Традиционные термины в русском языке для подобной деятельности: пропаганда и агитация.

## Суть метода
Людей, которые используют этот метод для объединения людей, называют организаторами сообществ. В отличие от тех, кто предлагает создавать сообщества на основе согласия, организаторы сообществ как правило предполагают, что социальные изменения обязательно включают конфликт и социальную борьбу, чтобы создать коллективную власть для власти неимущих. Главная цель метода организации сообществ — создать устойчивую власть для группы людей, которая представляет сообщество, что позволяет ей со временем влиять на ключевые лица, которые принимают решения. Например, группы организаторов сообщества, могут получить место за столом до того, как важные решения будут приняты. Организаторы сообщества работают с новыми местными лидерами и развивают их, создавая коалиции и оказывая помощь в разработке кампаний.

## Что не является организацией сообществ
Чтобы понять что такое метод организации сообществ, полезно понять то, чем он не является с точки зрения организаторов сообществ.
- Активизм: по словам Эдварда Чамберса, организация сообщества отличается от активизма, если активисты участвуют в социальном протесте без пошаговой стратегии наращивания власти или внесения конкретных социальных изменений.
- Мобилизация: когда люди «мобилизуются», они собираются вместе, чтобы осуществить определенные социальные изменения, но не имеют долгосрочного плана. Когда определенная кампания, которая мобилизовала их, закончена, эти группы распадаются, и устойчивая власть не строится.
- Адвокатура: Адвокаты, как правило, выступают за тех, кто не может представлять свои собственные интересы из-за инвалидности или других факторов. Организация сообществ подчеркивает силу людей говорить за себя.
- Создание общественных движений: Широкое социальное движение часто включает в себя разнообразные собрания отдельных активистов, местных и национальных организаций, групп защиты, многочисленных и часто конфликтующих представителей и т. д., которые объединяются общими целями, но не общей организационной структурой. Организация сообщества может быть частью «движения». Движения обычно исчезают, когда решаются насущные проблемы, хотя организации, созданные во время движения, могут продолжать деятельность и смещать свои фокусы на новые задачи.
- Власть, полученная и использованная в организации сообщества, также не является принуждением, применяемым законными, незаконными, физическими или экономическими средствами, такими как те, которые применяются банками, синдикатами, корпорациями, правительствами или другими учреждениями. В отличие от них, комьюнити-органайзинг используют добровольные усилия членов сообщества, действующих совместно для достижения экономической или иной выгоды. В отличие от коммерческих предприятий, выгоды, получаемые от организации сообщества, автоматически накапливаются лицами в аналогичных обстоятельствах, которые не обязательно являются его членами, например, жители в географическом районе или в аналогичном социально-экономическом статусе, или люди, имеющие общие условия или обстоятельства, которые извлекают выгоду от достижений благодаря деятельности организаторов сообществ. Например, работники получают выгоду от кампании, затрагивающую их отрасль, или лица с ограниченными возможностями, которые извлекают выгоду из достижений, полученных в результате их правового или экономического права или статуса.

## История явления в США
Один из основателей метода — Сол Алински, американский общественный деятель и автор книги «Правила для радикалов». Сын бедных еврейских эмигрантов из России и археолог по образованию, он оставил науку и устроился на работу криминалистом. Одновременно с этим Сол заинтересовался общественными движениями и по совместительству устроился организатором в «Конгресс производственных профсоюзов» (CIO). Его целью стало улучшение условий жизни для бедных сообществ в южном районе Чикаго по месту работы. В 1930-е годы район населяли семьи рабочих — эмигрантов из Восточной Европы, Ирландии и Германии. Чтобы объединить их и совместно бороться с криминалом и нищетой, Алински создал команду местных лидеров: профсоюзного активиста, католического священника и директора библиотеки. Объединившись, они помогали жителям района учредить кредитный союз для финансирования локальных проектов, пролоббировать бесплатные обеды в школах, проводить праздники соседей и развивать местный бизнес. За почти 40 лет своей деятельности Сол Алински создал целостный метод практического влияния на общество через информацию и общественные акции, тезисы которого изложил в своей книге «Правила для радикалов». По мнению журнала Time, «идеи Алински заметно повлияли на американскую демократию».

## Распространение
Сегодня метод организации сообществ получил международную известность: его преподают в ведущих университетах (Гарвардский, Стэнфордский, Нью-Йоркский университет), существует большое количество профессиональных ассоциаций комьюнити-органайзеров. Метод используют не только для развития локальных сообществ — принципы применяются, чтобы создавать волонтерские проекты, общественные движения и проводить общественные кампании.

## Критика
Идеи Алински получили широкое распространение в 1970-х годах, одновременно с этим возникла и критика от сторонников левых идей. Алински восхваляет демократию участия, но в то же время его модель основана на руководстве постоянными сотрудниками на зарплате. Фокус на сиюминутные прагматические интересы оставляет без ответа более широкие социальные преобразования. Его позиция о том, что требования должны быть потенциально выигрышными, а стратегии «не выходят за рамки опыта вашего народа» удерживают кампании в рамках официальной политики и идеологии. Акцент на общественные организации не учитывает классовые и расовые иерархии и создает лишь «хрупкий союз дальтоников» — дефект, который обнаруживается, когда его собственный BYNC боролся за то, чтобы сохранить соседство в конце 1960-х годов. Многие современные критики Алински называют его идеологом наступления на фундаментальные основы американского общества.
По мнению Ирины Жежко-Браун, «предложенная Алински модель вовлечения граждан в решение своей судьбы через организации и формула демократии как „организации организаций“ оказались не способными решить эту задачу. Одна из причин непригодности его модели, как показал опыт ACORN, состоит в том, что члены организаций быстро теряют контроль над собственной организацией и превращаются в её пешек. Организации, созданные Алински и его последователями, оказались захваченными и контролируемыми той же самой „номенклатурой“, что и социальные институты».

## Влияние на политику
До начала своей политической карьеры президент Барак Обама работал в качестве организатора сообществ в Gamaliel Foundation FBCO organization в Чикаго. Профессор Гарвардского университета и практикующий специалист по организации сообществ Маршалл Ганц адаптировал метод организации сообществ для мобилизации миллионов волонтёров в предвыборной кампании Барака Обамы в президенты США 2008 года.
В 2017 году команда организаторов использовала метод для проведения Глобального женского марша, который вывел на улицы несколько миллионов человек в поддержку равенства, справедливости и разнообразия.